# Fort Knox (militæranlæg)
|  | For gulddepotet, se Fort Knox (gulddepot) |
Fort Knox er et amerikansk militæranlæg beliggende i Kentucky syd for Louisville og nord for Elizabethtown. Anlægget ligger ved siden af United States Bullion Depository (også kaldet Fort Knox), der tidligere opbevarede en stor del af USA's guldreserver.
Den nuværende kommandør er Major General John Evans Jr.[kilde mangler]
37°54′57″N 85°57′23″V / 37.91597°N 85.95625°V